# Люди, спасшиеся из Бабьего Яра

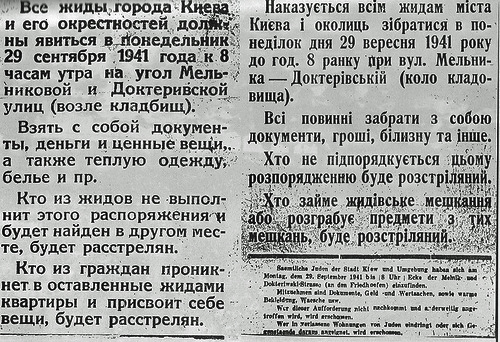
Объявление немецкого командования

Люди, спасшиеся из Бабьего Яра — список смертников, находившихся в Бабьем Яру, которым чудом удалось спастись. Ба́бий Яр — урочище в северо-западной части Киева, между районами Лукьяновка и Сырец. Бабий Яр получил всемирную известность как место массовых расстрелов гражданского населения, главным образом евреев, цыган, киевских караимов, а также советских военнопленных, осуществлявшихся коллаборационистами и немецкими оккупационными войсками в 1941 году.
Всего было расстреляно, по одним источникам, до ста тысяч человек, по другим — свыше ста тысяч, о чём свидетельствует надпись на центральном памятнике. По оценке ученых Украины, в Бабьем Яру было расстреляно около 150 тысяч евреев (жителей Киева, а также других городов Украины, данный подсчёт не включает детей до 3 лет, которых при расстреле не учитывали). Ряд исследователей так же считают, что убитых было более 150 тысяч.
Длительное время считалось что из Бабьего Яра спаслось 29 человек. Однако в документах израильского Института Катастрофы и героизма «Яд ва-Шем» было найдено свидетельство Давида Айзенберга, которого нет в списке 29 спасшихся и который утверждал, что выбрался из Бабьего Яра, пролежав несколько суток под трупами. Из 30 человек 18 спаслись в результате восстания работавших у печей, которое произошло в Бабьем Яру ночью 29 сентября 1943 года. Из 329 восставших заключённых-смертников 18 человек смогли бежать, остальные 311 были расстреляны.

## Список
| Номер | Имя                                               | Годы жизни       | История спасения и последующей жизни |
| ----- | ------------------------------------------------- | ---------------- | --- |
| 1     | Геня Яковлевна Баташева                           | (1924—?)         | Геня Баташева и Маня Пальти по дороге к месту расстрела подошли к украинскому полицейскому и попросили отпустить, так как они якобы русские. Он, увидев их белобрысые косы, ответил: «Вижу, что не жидовки, но раз пришли — все равно оставайтесь». Они обратились к другому полицейскому, который поговорил с немцами, те записали их адрес и отвезли их на угол улицы Мельника и отпустили.                  |
| 2     | Семён Борисович Берлянт                           | (1910—?)         | Семён Берлянт ночью распилил ножные кандалы, а утром сбежал вместе с Яковом Капером, Леонидом Островским, Давидом Будником и Владимиром Котляром. |
| 3     | Константин Бродский                               |                  | |
| 4     | Давид Иосифович Будник                            | (?—?)            | Давид Будник ночью распиливал ножные кандалы, а утром совершил побег вместе с Семеном Берлянтом, Яковом Капером, Леонидом Островским и Владимиром Котляром. |
| 5     | Филипп Вилкис                                     |                  | |
| 6     | Владимир Юрьевич Давыдов                          | (?—?)            | Владимир Давыдов смог бежать из Сырецкого концлагеря. |
| 7     | Раиса Генриховна Дашкевич                         | (1916 — ?)       | Раиса Дашкевич шла на убой и держала на руках сына. Впоследствии потеряв сознание упала, неоднократно приходила в сознания, но не вставала, под ней было холодное тельце её ребёнка, а над ней много трупов. Затем она выбралась из яра. |
| 8     | Леонид Кадомский                                  |                  | |
| 9     | Яков Абрамович Капер                              | (?—?)            | Яков Капер ночью распиливал ножные кандалы, а утром совершил побег вместе с Семеном Берлянтом, Леонидом Островским, Давидом Будником и Владимиром Котляром. |
| 10    | Елена Ефимовна Бородянская-Кныш                   | (?—?)            | Елена Бородянская сумела упасть в яр перед самыми выстрелами и прикрыла собой ребёнка. Ближе к утру она с ребёнком смогла выбраться в город и бежала в село. |
| 11    | Владимир Кукля                                    |                  | |
| 12    | Владимир Ицкович Котляр                           | (1897—1964)      | В октябре 1943 года Владимир Котляр вместе с ещё шестью заключёнными сумел совершить успешный побег из Сырецкого концентрационного лагеря. После войны он продолжал жить в Киеве, умер в 1964 году. |
| 13    | Людмила Ткач (урождённая Кныш)                    | (1936—2002)      | Людмила Ткач (урождённая Кныш) — 4,5-летняя дочь Елены Кныш. Мать накрыла её своим телом в яру. После войны жила в Киеве, в дальнейшем эмигрировала в США. |
| 14    | Фёдор Степанович Завертанный                      | (1912—1988)      | Фёдор Завертанный бежал из Бабьего Яра, воспользовавшись суматохой, которая была вызвана приездом высокого немецкого начальства. Попросился у немецкого офицера в туалет, после чего убежал. Скрывался на Лукьяновском кладбище Киева. После войны работал механиком ремонтной базы в своем родном селе Бузовка Жашковского района Черкасской области. Умер в 1988 году.                                       |
| 15    | Дина Аркадьевна Левина (Дина Абрамовна Рувинская) | (4.11.1927—2012) | Когда немцы убивали Дину Левину, то немец попал в её ногу, и она упала на груду трупов. Впоследствии она вылезла из оврага и постучалась в первый попавшийся дом, куда её не пустили. Только спустя какое-то время она смогла зайти в другой дом, где её приютили украинцы, не зная, что спасли еврейку. Спустя пару дней, услышав, что во сне она звала маму и поняв, что она еврейка, ей велели идти дальше. |
| 16    | Раиса Вадимовна Майстренко                        | (12.09.1938—?)   | Перед оврагом, где расстреливали евреев, бабушка Раисы Майстренко сказала, что она русская и её швырнули из толпы, а Раиса Майстренко висела у неё на шее. Они смогли спастить с ещё одной девочкой 12-и лет. Раиса Майстренко — единственная, спасшаяся из Бабьего Яра, кто до 2021 года проживала в Киеве. Ещё трое живут (или жили) в США (один спасшийся жил в Санкт-Петербурге, умер в 2011 году).        |
| 17    | Леонид Островский                                 | (?—?)            | Леонид Островский ночью распиливал ножные кандалы, а утром совершил побег вместе с Семеном Берлянтом, Яковом Капером, Давидом Будником и Владимиром Котляром. |
| 18    | Мария Пальти (в замужестве Гринберг)              | (?—?)            | Мария Пальти, будучи подростком, прождала в Яру весь день в ожидании расстрела, но её смог спасти мужчина в штатском, выведший из строя голых женщин и рассказавший немцам, что она не еврейка, украинка — попавшая туда по ошибке. |
| 19    | Дина Мироновна Проничева                          | (1911—1977)      | Дина Проничева смогла прыгнуть в яр за мгновение до выстрела. Умерла в 1977 году. |
| 20    | Михаил Петрович Сидько                            | (род.1936)       | Немецкий офицер вытащил Михаила Сидько с его братом из колонны в сторону и крикнул: «Розбигайтэсь». Полицай выстрелил сначала в воздух, затем убил двух мальчиков, остальные убежали. Мать Михаила, его сестра Клара и маленький брат Володя были убиты в Бабьем Яру. |
| 21    | Яков Андреевич Стеюк                              | (1915—1985)      | Яков Стеюк — один из спасшихся участников массового побега в ночь с 28 на 29 сентября 1943 года. С 30 ноября 1943 года — в действующей армии. Сапёр, потом переводчик в разведотделе, переводчик в отделе контрразведки. Умер в 1985 году. |
| 22    | Сергей Сергеевич Таужнянский                      | (1929—?)         | Неизвестная женщина отдала матери Сергея Таужнянского маленький крестик на цепочке, мать повесила его сыну на шею. Он показал нацисту крест и сказал, что он не еврей. Немецкий солдат попросил его собрать для него деньги, которые валялись на земле, потом они выехали на машине, и он отпустил Сергея. |
| 23    | Захар Абрамович Трубаков                          | (1912—1998)      | Захар Трубаков был в заключении, где откапывал и сжигал трупы расстрелянных советских граждан. В октябре 1943 года он вместе с ещё шестью заключёнными сумел совершить успешный побег из лагеря смерти. После войны он продолжал жить в Киеве, а с 25 ноября 1990 года переехал в Израиль, где жил в городе Ришон-ле-Ционе до самой смерти в 1998 году.                                                        |
| 24    | Леонид Хараш                                      |                  | |
| 25    | Рувим Штейн                                       | (1926—?)         | В Бабьем Яру погибли мать и сестра Рувима Штейна. Перед смертью мать крикнула: «Беги», и ребёнок смог спастись. |
| 26    | Неся Эльгорт                                      | (?—?)            | Неся Эльгорт голая прижимала к себе сына Илью, а когда выстрелили упала в овраг, но в неё не попали. Впоследствии с сыном выползла из оврага и вернулась на Подол. |
| 27    | Илья Эльгорт                                      | (?—?)            | Илья Эльгорт упал вместе с мамой в овраг во время выстрелов, а потом они выползли и вернулась на Подол. |
| 28    | Яков Петрович Экель                               | (?—?)            | Как вспоминал Яков Экель: «Отец столкнул меня в один из оврагов и сам последовал за мной. По оврагу мы выбрались на кладбище, где дождались глубокой ночи и затем ушли в село на родину отца. Там, через несколько дней, отец был задержан гитлеровцами и расстрелян, а я некоторое время скрывался у знакомых…»                                                                                               |
| 29    | Иосиф Яковлевич Долинер                           | (?—?)            | Иосиф Долинер смог бежать из Сырецкого концлагеря. |
| 30    | Давид Айзенберг                                   | (?—?)            | Пролежал несколько суток под трупами. |